# Walker (cràter)
Walker és un cràter d'impacte pertanyent a la cara oculta de la Lluna. Es troba a nord-oest de l'enorme plana emmurallada del cràter Apollo. Equidista dels cràters Plummer (a l'est) i Rumford a l'oest-sud-oest.

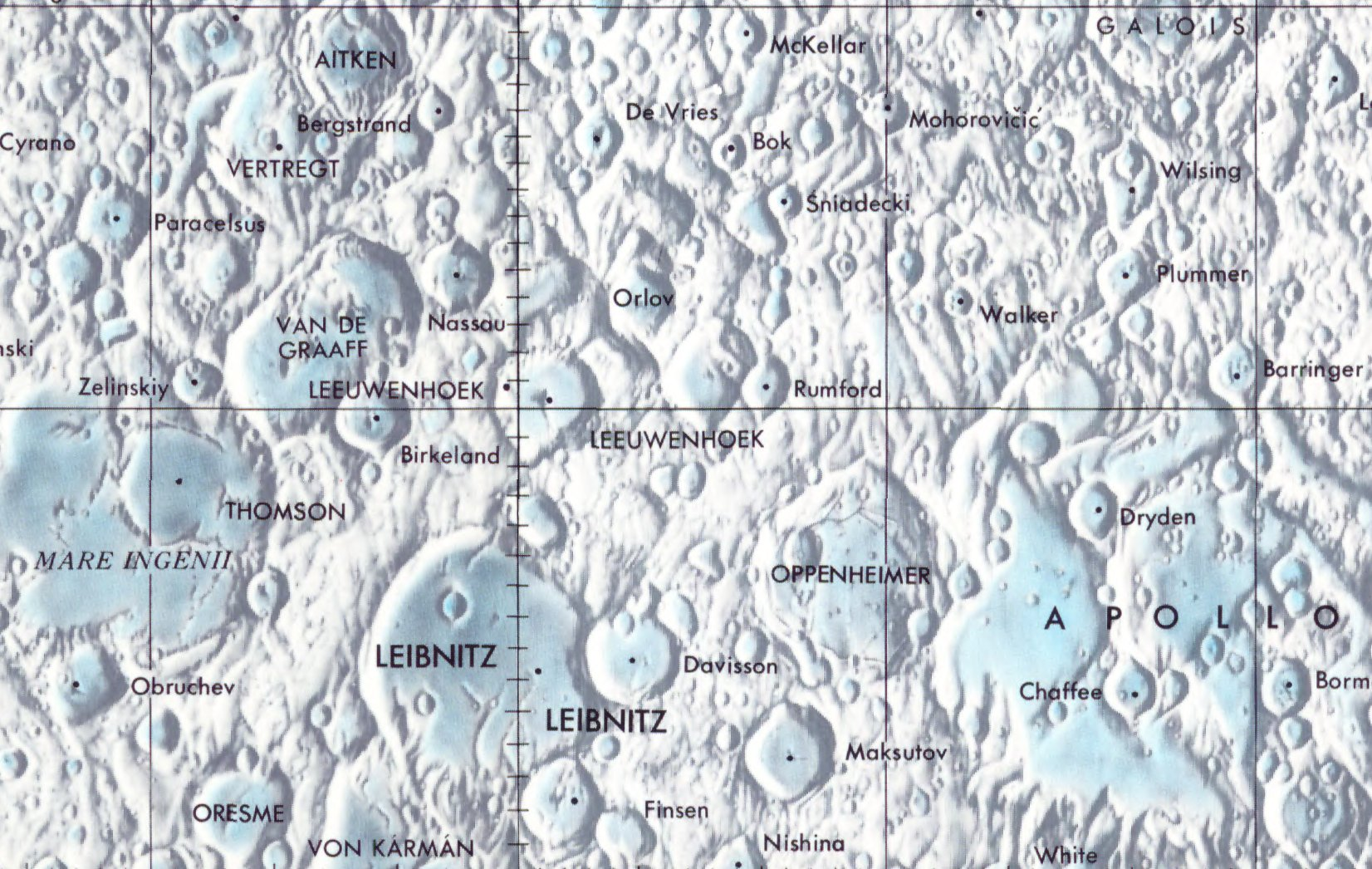
Localització de Walker (centre de la imatge)

Aquest cràter és aproximadament circular, amb una vora exterior lleugerament desgastada a causa d'impactes menors. La vora del sector nord-oest, en particular, s'ha fusionat amb un cràter més petit, i posseeix un altre impacte al sòl interior, al costat de la paret oest-nord-oest.

## Cràters satèl·lit
Per convenció aquests elements són identificats en els mapes lunars posant la lletra en el costat del punt central del cràter que està més proper a Walker.
| Walker | Coordenades                            | Diàmetre |
| ------ | -------------------------------------- | -------- |
| G      | 26° 54′ S, 158° 48′ O / 26.9°S,158.8°O | 20 km    |
| N      | 29° 00′ S, 162° 36′ O / 29.0°S,162.6°O | 17 km    |
| R      | 26° 30′ S, 163° 48′ O / 26.5°S,163.8°O | 17 km    |
| W      | 24° 36′ S, 164° 18′ O / 24.6°S,164.3°O | 44 km    |
| Z      | 22° 24′ S, 161° 54′ O / 22.4°S,161.9°O | 16 km    |